# Arctic Monkeys
Arctic Monkeys är ett brittiskt indierock-band bildat 2002 i Sheffield i England. Bandet bildades av Alex Turner, Matt Helders, Jamie Cook och Andy Nicholson.
Namnet Arctic Monkeys kommer från engelsk slanguttrycket "a northern monkey", vilket syftar på någon som är från norra England och är smått ociviliserad.

## Historia

### Tidiga år (2002–2005)
Arctic Monkeys gjorde sig först kända genom att dela ut gratis demos som fans senare spred på Internet. Sedan fick de ett skivkontrakt med Domino Records.

### 2006:Whatever People Say I Am, That's What I'm Not
23 januari 2006 gav de ut sitt debutalbum Whatever People Say I Am, That's What I'm Not. Den 24 april samma år kom deras andra EP ut Who the Fuck Are Arctic Monkeys?. Bandet har också fått god kritik för B-sidor på sina singlar, som Bigger Boys and Stolen Sweethearts och Settle For a Draw. Den 10 april 2006 kom bandet med en kortfilm som handlar om singeln When The Sun Goes Down. På DVD:n finns även musikvideon till låten med. I filmen medverkar också Matthew Helders, som är trummis i bandet, i en mindre roll.

### 2007:Favourite Worst Nightmare
Den 26 juni 2007 kom bandet till Stockholm och gjorde en spelning på Annexet. Samma år släppte de albumet Favourite Worst Nightmare. Albumet blev hyllat av kritiker och innehåller några av bandets idag mest kända låtar, som Flourescent Adolescent och 505.

### 2009–2010:Humbug
Den 19 augusti 2009 släpptes bandets tredje album Humbug. Albumet innehöll singlarna Crying Lightning och Cornerstone och producerades av Queens of The Stone Age-frontmannen Josh Homme. Detta hade dock inte varit ett självklart steg att ta för bandet. Alex Turner uttryckte i en intervju med Rolling Stone att bandet i början inte ville släppa in nån mer än dem själva när de gjorde musik, eftersom de var rädda att musiken inte längre skulle kännas som "dom".

### 2011–2012:Suck It and See

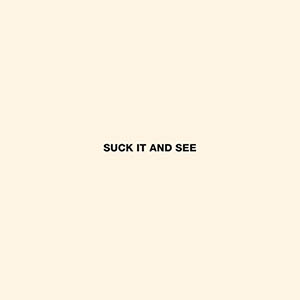
Cover till albumet Suck It and See från 2011.

Den 5 maj 2011 återkom de till Sverige och spelade på Cirkus i Stockholm. Detta var den första spelningen de gjorde på över ett år och den första att ha med låtar från deras nya album Suck It and See, som släpptes 6 juni 2011. Albumet innehöll bland annat singlarna Don't Sit Down Cause I've Moved Your Chair, The Hellcat Spangled Shalalala och Black Treacle. 
Suck It and See tog ett steg ifrån det mer mörka sound som återfanns på dess föregångare Humbug, och istället är albumets låtar mer pop-aktiga och lättlyssnade än tidigare.

### 2013:AM
Bandets femte album AM släpptes den 9 september 2013 och blev en stor succé bland både kritiker och publik. Albumet är bandets hittills mest sålda, och innehåller några av deras mest kända låtar såsom R U Mine?, Do I Wanna Know?, I Wanna Be Yours och Why'd You Only Call Me When You're High?.

Omslaget till AM från 2013

AM blev bandets genombrott för den allmänna publiken och klassades av många som årets bästa album.

### 2017–2020:Tranquility Base Hotel & CasinoochLive at the Royal Albert Hall
Den 10 maj 2018 släpptes deras sjätte album Tranquility Base Hotel & Casino, ett konceptalbum om ett fiktivt lyxhotell på Tranquility Base, platsen för månlandningen 1969, och dess gäster.
Skivans sound skilde sig drastiskt från alla bandets tidigare album och tog istället inspiration från konstrock, jazz och glamrock. Ändringen blev polariserande bland fans, men albumet blev trots det positivt mottaget bland kritiker.
Under turnén för albumet spelades bandets konsert på Royal Albert Hall in, och denna släpptes sedan som bandets första livealbum Live at the Royal Albert Hall den 4 december 2020.

### 2022-nutid:The Car
Trots att bandets skifte i sound med Tranquility Base Hotel & Casino var polariserande bland fans fortsatte bandet med att utveckla deras nya sound på deras sjunde album The Car som släpptes den 21 oktober 2022. Albumet innehöll singlarna There'd Better Be A Mirrorball, Body Paint och I Ain't Quite Where I Think I Am, och blev precis som sin föregångare varmt mottaget.
Under turnén för albumet besökte bandet återigen Sverige. Den 29 april 2023 spelade bandet på Avicii Arena i Stockholm med Inhaler som förband.

## Priser
Arctic Monkeys fick 2 EMI Awards för "bästa nykomling" och "Englands bästa grupp" i februari 2006. Bandet blev därmed historiska eftersom det hittills är det enda band som fått dessa två priser samma år.
På NME Awards-galan 2006 fick Arctic Monkeys 4 utmärkelser; "Bästa brittiska band", "Bästa nya band", "Bästa låt" ("I Bet You Look Good On The Dancefloor") och "Årets album" (Whatever People Say I Am, That's What I'm Not).
Man slog försäljningsrekord i England när man sålde 360 000 exemplar av sin debutskiva Whatever People Say I Am, That's What I'm Not på bara en vecka.
Bandet vann 2006 års Mercurypris för 2006 års bästa brittiska musikalbum.

## Medlemmar

### Nuvarande medlemmar
- Alex Turner – sång, gitarr (2002–)
- Jamie "Cookie" Cook – gitarr, bakgrundssång (2002–)
- Matthew Helders – trummor, bakgrundssång (2002–)
- Nick O'Malley – basgitarr, bakgrundssång (2006–)

### Tidigare medlemmar
- Andy Nicholson – basgitarr, bakgrundssång (2002–2006)
- Glyn Jones – sång (2002)

### Bilder

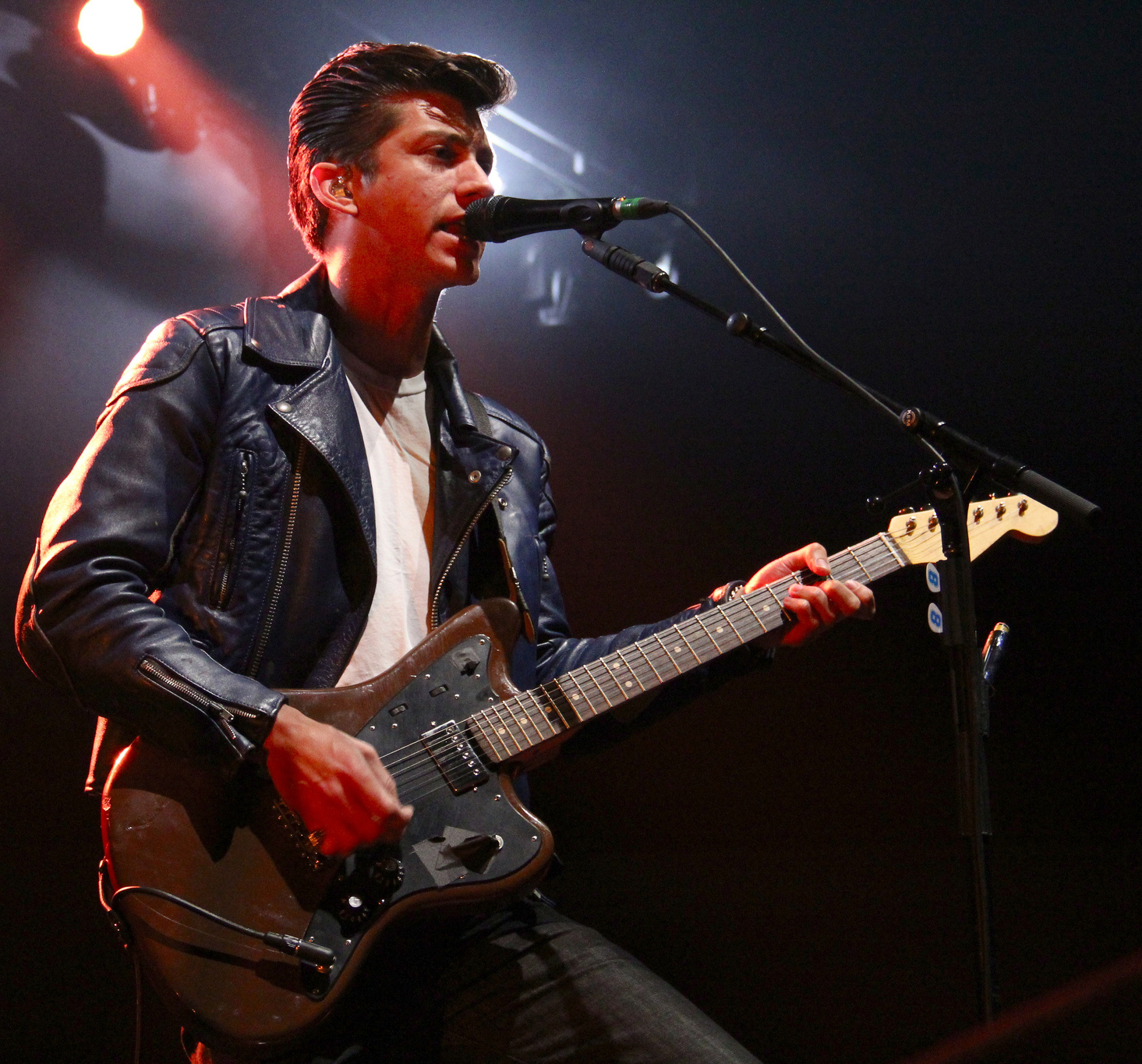
Alex Turner
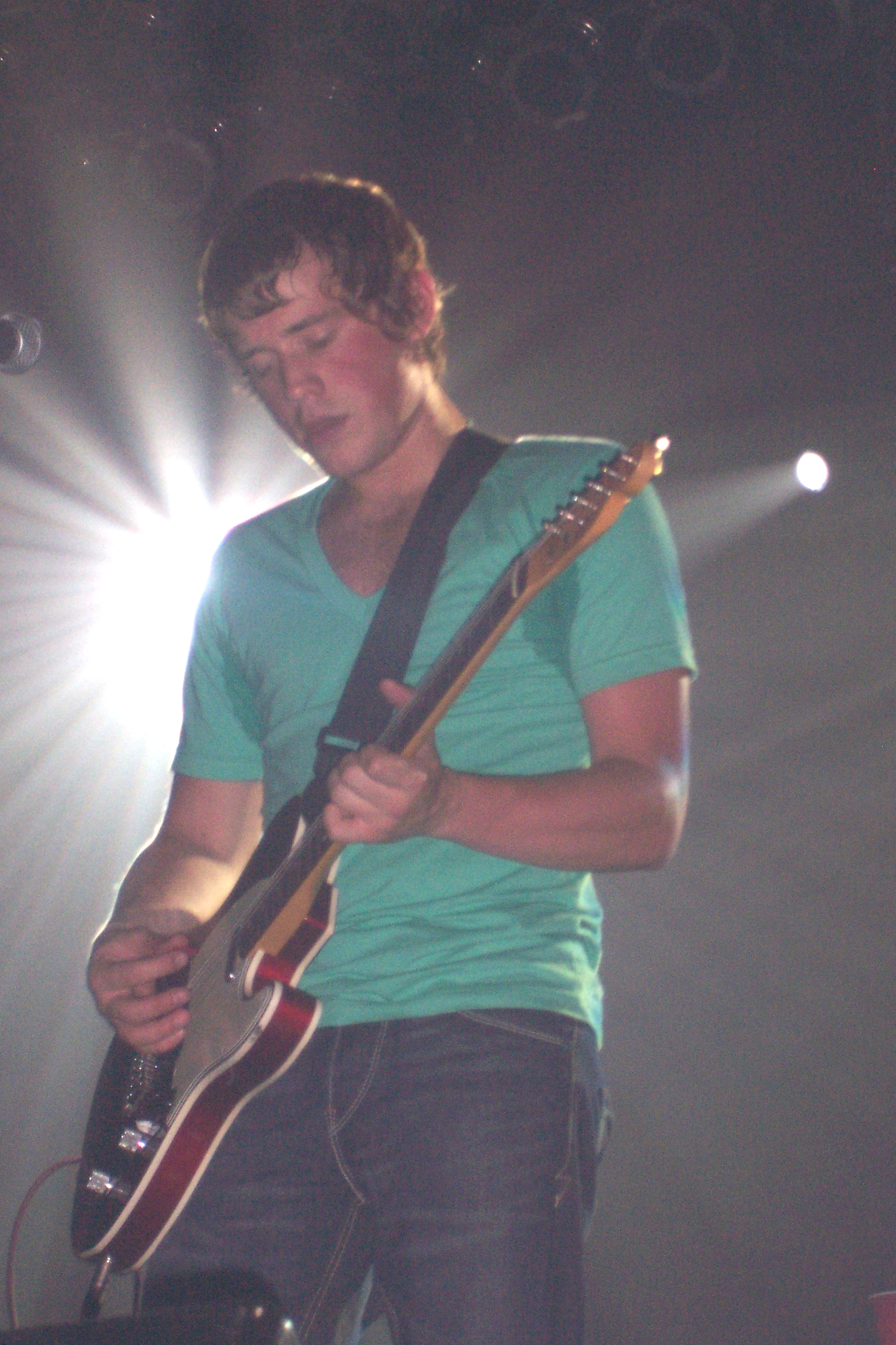
Jamie "Cookie" Cook
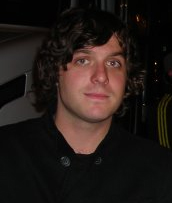
Nick O'Malley
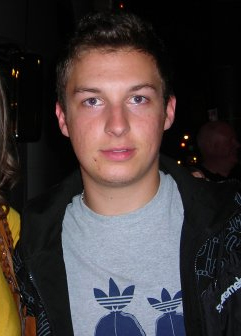
Matthew Helders

## Diskografi

### Album
- 2006 – Whatever People Say I Am, That's What I'm Not
- 2007 – Favourite Worst Nightmare
- 2009 – Humbug
- 2011 – Suck It and See
- 2013 – AM
- 2018 – Tranquility Base Hotel & Casino
- 2022 – The Car

### EP
- 2005 – Five Minutes With Arctic Monkeys
- 2006 – Who the Fuck Are Arctic Monkeys?

### Singlar
- 2005 – "I Bet You Look Good on the Dancefloor"
- 2006 – "When the Sun Goes Down"
- 2006 – "Leave Before the Lights Come On"
- 2007 – "Brianstorm"
- 2007 – "Flourescent Adolescent"
- 2007 – "Teddy Picker"
- 2009 – "Crying Lightning"
- 2009 – "Cornerstone"
- 2010 – "My Propeller"
- 2012 – "R U Mine?"

### Samlingar
- 2005 – Beneath the Boardwalk (gavs ut innan bandet hade skivkontrakt)